# 乌斯道

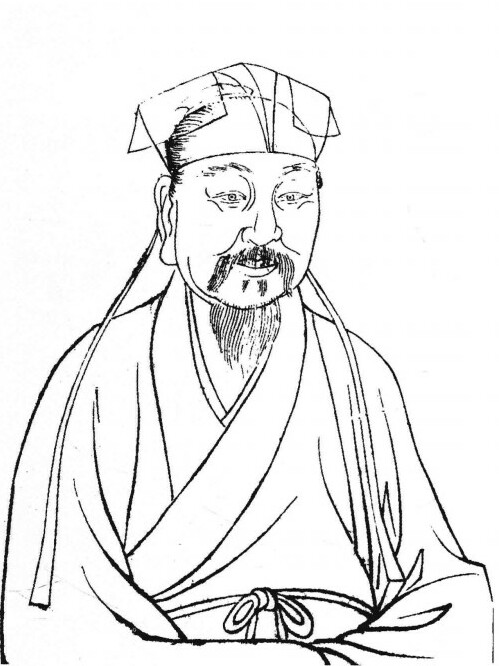
烏斯道

乌斯道，字继善，浙江慈溪人。明朝初年文人，与同郡傅恕、郑真并称。

## 生平
与兄本良俱有学行。得朱元璋召见并赐宴，宴上即兴赋诗称旨，委任为广信教授。洪武年間，經举荐，授廣東石龍縣知县，调江西永新縣知縣。
后来因为受牵连而被定罪，谪定远服役；放归不久逝世。

## 家族
子熙光，字緝之，為國子監丞，亦以詩文擅名。

## 其他
乌斯道工于古文，精通书法。